# Bruno Rodolfi
Renato Bruno Rodolfi (Mendoza, 26 aprile 1915 – 27 aprile 1998) è stato un calciatore argentino, di ruolo centrocampista.

## Caratteristiche tecniche
Centrocampista, fu impiegato principalmente come centromediano. La sua abilità più sviluppata era la capacità di marcare con attenzione gli avversari.

## Carriera

### Club
Acquistato per 5.000 pesos dal Gimnasia di Mendoza, Rodolfi debuttò con la maglia del River Plate nel 1934, anno in cui la squadra giunse al quarto posto in campionato. Con l'arrivo di Imre Hirschl, l'anno seguente, Rodolfi venne impiegato a centrocampo insieme a José Minella. Il tecnico ungherese utilizzò il modulo MW, in cui Rodolfi svolgeva il ruolo di centromediano. Tra il 1936 e il 1942 Rodolfi vinse quattro tornei nazionali argentini, sempre da titolare, facendo parte del nucleo originale della cosiddetta Máquina; con l'esordio in prima squadra di Néstor Rossi, perse il posto fisso nell'undici iniziale. Dopo due ulteriori titoli, Rodolfi decise di ritirarsi dal calcio giocato nel 1948.

### Nazionale
Con la propria selezione nazionale raccolse 9 presenze e una rete tra il 1937 e il 1942.

## Palmarès

### Club

#### Competizioni nazionali
- Campionato argentino: 6

River Plate: 1936, 1937, 1941, 1942, 1945, 1947